# اکرم خدابنده
اکرم خدابنده (انگلیسی: Akram Khodabandeh، زادهٔ ۳ مهر ۱۳۷۰ در کرج)، کاپیتان تیم ملی تکواندوی زنان ایران بود.
او تکواندو را از سال ۱۳۸۷ آغاز کرد و پس از ۹ ماه تمرین، در مسابقات انتخابی تیم ملی جوانان به مقام نخست رسید و از سال ۱۳۸۹ عضو تیم ملی تکواندوی زنان ایران شد و در نخستین حضور خود در رقابتهای برون مرزی، در مسابقات بین‌المللی دانشجویان آسیا در سال ۲۰۱۱ به نایب قهرمانی رسید و پس از آن در مسابقات گوناگونی از جمله قهرمانی آسیا، مسابقات ارتش‌های جهان، بازی‌های همبستگی کشورهای اسلامی، المپیک دانشجویان جهان و انتخابی المپیک، قهرمان یا نایب قهرمان شده‌است و از سال ۲۰۱۴ تا ۲۰۲۲ کاپیتان تیم ملی تکواندوی زنان ایران بود.
خدابنده دانشجوی رشتهٔ مهندسی مکانیک است و تنها تکواندوکار زن ایرانی است که تا کنون به مدال طلای المپیک دانشجویان جهان (یونیورسیاد) رسیده‌است.
او در سال ۱۳۹۸ عضو باشگاه اسپریچو شد و با این تیم در لیگ تکواندوی ایران حضور دارد.
در تازه‌ترین رنکینگ تکواندوکاران جهان، او با ۴۰٫۹۱ امتیاز در جایگاه ۶۱ جهان است.

## افتخارات ورزشی
1. نایب قهرمانی دانشجویان آسیا ۲۰۱۱ قزاقستان
2. قهرمانی کشورهای اسلامی ۲۰۱۳ اندونزی
3. نایب قهرمانی آسیا ۲۰۱۴ ازبکستان
4. نایب قهرمانی بازیهای آسیایی ۲۰۱۴ کره
5. قهرمانی ارتشهای جهان ۲۰۱۴ تهران
6. قهرمانی المپیک دانشجویان جهان ۲۰۱۵ کره
7. سومی انتخابی المپیک ۲۰۱۶ فیلیپین
8. نایب قهرمانی کشورهای اسلامی ۲۰۱۷ باکو

## همراهی با اعتراضات سراسری ۱۴۰۱ ایران
خدابنده در چهارم آذر ۱۴۰۱ با انتشار یک پست اینستاگرامی در همراهی با خیزش ۱۴۰۱ ایران از تیم ملی تکواندو خداحافظی کرد.
بعد از ۱۲ سال عضو تیم ملی تکواندو بودن این‌بار به حرمت قلب‌های غمگین مردمم در این روزهای سرد و سخت استخوان‌سوز با قلبی پر از درد از تیم ملی ایران خداحافظی می‌کنم و اینگونه می‌نویسم به نام تکواندو و به نام ریاضت‌هایش، سختی‌هایش، سکوهایش، مدال‌هایش، فریاد خاموش خود را بانگ می‌زنم خداحافظ عشق من و با تمام وجود و چشمانی پر از اشک تو را فریاد و خداحافظی می‌کنم و تو را به آغوش بی‌رحم و با رحم سرنوشت می‌سپارم.